# 文公 (王叔)
文公（ぶんこう、? - 紀元前624年）は、春秋時代の王叔の君主。姓は姫、名は虎。周の釐王の子で、恵王の弟。
周の襄王の時代、天子の叔父であったため、王叔を建国した。周朝の卿士として、諡号に文を贈られ、王叔文公と呼ばれる。紀元前632年、城濮の戦い後、晋の文公は周の襄王に楚の捕虜を献上した。天子は王叔文公を派遣して晋の文公を侯伯として封じた。その後、王叔文公は践土の会盟を主催し、晋の文公は覇者となった。魯の文公三年（紀元前624年）四月乙亥、王叔文公はこの世をさり、子の王叔桓公が即位した。